# Schaal van Beaufort
De schaal van Beaufort is een systeem voor het classificeren van de snelheid van de wind, de zogenaamde windkracht (niet te verwarren met de grootheid kracht in de natuurkundige betekenis). De schaal werd in 1805 opgesteld door de Ier Francis Beaufort.

## Geschiedenis
Beaufort was officier in de Royal Navy. Toen hij commandant was van het fregat Woolwich maakte hij een indeling in 13 windsterkten, aan de hand van de zeilvoering van een fregat. Zijn schaal was gebaseerd op de kracht die de wind per oppervlakte-eenheid uitoefende, niet op de snelheid: hij keek naar het gedrag van zijn schip, niet naar de wind zelf. In 1838 stelde de Royal Navy de schaal van Beaufort verplicht voor de windkrachtaanduiding in het scheepsjournaal.
De omschrijvingen van Beaufort varieerden van Geen vertier (0 Bft) tot Zeilen waaien uit de lijken (12 Bft). Daartussen lagen uitdrukkingen als Bovenbramzeilkoelte (5 Bft), Dubbelgereefde marszeilkoelte (7 Bft), Dichtgereefd grootmarszeil en gereefde fok (10 Bft).
In 1905 werd de schaal door Sir George Simpson aangepast aan de stoomvaart, en in 1921 deed hij dit nogmaals, maar dan meer toegespitst op het niet-zeevarende deel van de mensheid. Ook voegde hij de windsnelheden toe aan de schaal.
De belangrijkste wijziging, in 1946, werd vastgesteld door het International Meteorological Committee. De schaal werd gebaseerd op de gemiddelde windsnelheid gedurende 10 minuten op een hoogte van 10 meter boven de grond. Zo veranderde de windkrachtschaal van Beaufort in een windsnelheidsschaal. Er werd overigens ook nog een aantal eenheden aan de bovenkant toegevoegd voor het categoriseren van de hogere orkaan-windsnelheden.
De schaal die Beaufort ontwikkelde, kende aanvankelijk 13 windsterkten, beginnend bij 'kalmte' en eindigend bij 'orkaan'. Zijn meetinstrument was het fregat, het meest gebruikte schip op dat moment binnen de Britse marine. Hij bepaalde de windsterkte aan de hand van de hoeveelheid zeil die een fregat bij de wind kon voeren, en de snelheid van het schip.
| Schaal van Beaufort 1806 (vrij vertaald) | Schaal van Beaufort 1806 (vrij vertaald) | Schaal van Beaufort 1806 (vrij vertaald)                 | Schaal van Beaufort 1806 (vrij vertaald) |
| Kracht                                   | Omschrijving                             | Zeilvoering                                              | Scheepsvoering |
| ---------------------------------------- | ---------------------------------------- | -------------------------------------------------------- | --- |
| 0                                        | Stil                                     | Geen vertier                                             | Stil liggend |
| 1                                        | Flauw en stil                            | Alles bij incl. lijzeilen                                | Net genoeg vaart om te kunnen sturen |
| 2                                        | Flauwe koelte                            | Alles bij incl. lijzeilen                                | Snelheid 1-2 knopen, schip kan manoeuvreren |
| 3                                        | Lichte koelte                            | Alles bij incl. lijzeilen                                | Goed manoeuvreerbaar schip, snelheid 3 tot 4 knopen |
| 4                                        | Matige koelte                            | Alles bij incl. lijzeilen                                | Goed manoeuvreerbaar schip, snelheid 5 tot 6 knopen |
| 5                                        | Frisse bries                             | Boven-bramzeilkoelte                                     | Bij ruime en voor de windse koersen kunnen nog net alle zeilen gevoerd worden |
| 6                                        | Matige wind                              | Bramzeilkoelte, enkel gereefde topzeilen en marszeilen   | De eerste riffen moeten gelegd worden om te kunnen blijven varen |
| 7                                        | Harde wind                               | Dubbelgereefde marszeilkoelte                            | De bovenste zeilen op het schip moeten duidelijk minderen, de spanning op de masten neemt toe |
| 8                                        | Stormachtig                              | Drievoudig gereefde marszeilkoelte                       | De bovenste zeilen moeten verder gereefd worden |
| 9                                        | Storm                                    | Dichtgereefde marszeilen en onderzeilen                  | Marszeilen en bramzeilen moeten volledig gereefd zijn |
| 10                                       | Zware storm                              | Grootmarszeil en fok moeten volledig gereefd worden      | Alleen de laagste zeilen nog gereefd gebruiken om te lenzen (voor de storm weglopen) of bijliggen onder stormzeilen |
| 11                                       | Zeer zware storm                         | Uitsluitend de stormstagzeilen kunnen nog gevoerd worden | Bijliggen onder de stormstagzeilen |
| 12                                       | Orkaan                                   | Windkracht die door geen zeil meer te weerstaan is       | Geen zeil meer te voeren, met een drijfanker voor top en takel de storm proberen te overleven. (Voor top en takel varen betekent dat men geen zeil voert, maar nog wel wordt voortgedreven door de druk van de wind op de masten en romp.) |

De eerste versie van de schaal, die hij in 1831 opgaf aan Kapitein Robert Fitzroy (de latere Commander van de Beagle, het schip waarmee Charles Darwin zijn reis naar de Galapagoseilanden maakte), kon onderverdeeld worden in drie delen. Windkracht 0-4, de eerste vijf, beschreven hoe het schip voer met alle zeilen op. De volgende vijf (5-9) beschreven hoeveel zeil een schip kon blijven voeren bij de betreffende windkracht. De laatste drie (10-12) gaven aan hoe een schip bij een zware storm of orkaan moest overleven. De uiteindelijke opzet van de schaal was niet exact in de bewoordingen van Beaufort, een commissie van de marine had de definitieve vorm bepaald alvorens deze in 1838 verplicht te stellen.
Met het verdwijnen van het zeilfregat uit het beeld op zee verdween ook het meetinstrument. Er zijn wel andere beschrijvingen gemaakt, die bijvoorbeeld refereerden aan de toestand van de zee (verschijnen van golfkoppen, overslaande golven enz.) of de beweging van bomen, maar deze blijven minder betrouwbaar, bijvoorbeeld doordat de golven ook afhankelijk zijn van de diepte van het water.

## Windkracht volgens de schaal van Beaufort
In 1946 is een nieuwe schaal ontwikkeld, gebaseerd op de windsnelheid op een hoogte van 10 meter boven de grond. De schaal telt 17 waardes, boven de 13 van Beaufort nog een aantal waardes voor de snelheid van de wind in een orkaan. De beaufortwindkrachtschaal werd zo omgezet in de beaufortwindsnelheidsschaal, zie tabel hieronder.
De schaal van Beaufort wordt gebruikt voor de gemiddelde windsnelheid, níet voor de snelheid van windstoten. Als de wind bijvoorbeeld gedurende 10 minuten waait met een gemiddelde snelheid van 70 km/h met pieken tot meer dan 117 km/h, is er dus geen sprake van windkracht 12 (orkaan), maar van windkracht 8 (stormachtige wind).
| Kracht | Symbool | Benaming van KNMI              | Benaming in zeevaart | Snelheid                                  | Uitwerking boven land en bij mens | Uitwerking boven zee                                                                  | Bijhorende waarschuwingsvlaggen |
| ------ | ------- | ------------------------------ | -------------------- | ----------------------------------------- | --- | ------------------------------------------------------------------------------------- | ------------------------------- |
| 0      |         | stil                           | windstil             | 0 - 0,2 m/s 0 - 1 km/h 0 - 1 kt           | rook stijgt recht of bijna recht omhoog | spiegelglad                                                                           |                                 |
| 1      |         | zeer zwak                      | flauw en stil        | 0,3 - 1,5 m/s 1 - 5 km/h 1 - 3 kt         | windrichting goed af te leiden uit rookpluimen | kleine golfjes, geschubd oppervlak                                                    |                                 |
| 2      |         | zwak                           | flauwe koelte        | 1,6 - 3,3 m/s 6 - 11 km/h 4 - 6 kt        | wind voelbaar in gezicht, weerhanen tonen nu juiste richting, blad ritselt, vlag beweegt                                                                          | kleine, korte golven                                                                  |                                 |
| 3      |         | vrij matig                     | lichte koelte        | 3,4 - 5,4 m/s 12 - 19 km/h 7 - 10 kt      | opwaaiend stof, vlaggen wapperen, bladeren bewegen steeds | kleine golven breken, schuimkopjes                                                    |                                 |
| 4      |         | matig                          | matige koelte        | 5,5 - 7,9 m/s 20 - 28 km/h 11 - 16 kt     | papier waait op, takken bewegen, haar raakt verward, kleding flappert, geen last van muggen meer                                                                  | golven iets langer, veel schuimkoppen                                                 |                                 |
| 5      |         | vrij krachtig                  | frisse bries         | 8,0 - 10,7 m/s 29 - 38 km/h 17 - 21 kt    | bladeren van bomen ruisen, kleine bomen bewegen, gekuifde golven op meren en kanalen, vuilnisbakken waaien om, containers kunnen niet worden afgezet op terminals | matige golven, aanschietende zee (overal schuimkoppen, af en toe opwaaiend schuim)    |                                 |
| 6      |         | krachtig                       | stijve bries         | 10,8 - 13,8 m/s 39 - 49 km/h 22 - 27 kt   | dikke takken bewegen, problemen met paraplu's, hoeden waaien af                                                                                                   | grotere golven, schuimplekken, vrij veel opwaaiend schuim                             |                                 |
| 7      |         | hard                           | harde wind           | 13,9 - 17,1 m/s 50 - 61 km/h 28 - 33 kt   | hele bomen bewegen, vlaggen staan strak, het is lastig tegen de wind in te lopen of te fietsen                                                                    | golven worden hoger, beginnende schuimstrepen                                         |                                 |
| 8      |         | stormachtig                    |                      | 17,2 - 20,7 m/s 62 - 74 km/h 34 - 40 kt   | twijgen breken van bomen, voortbewegen zeer moeilijk | matig hoge golven, schuimstrepen                                                      |                                 |
| 9      |         | storm                          |                      | 20,8 - 24,4 m/s 75 - 88 km/h 41 - 47 kt   | schoorsteenkappen, antennes en dakpannen waaien weg, kinderen moeten moeite doen om te blijven staan, takken breken af, alleen zwaluwen en eenden vliegen nog     | hoge golven, rollers, zicht wordt slechter door schuimvlagen                          |                                 |
| 10     |         | zware storm                    |                      | 24,5 - 28,4 m/s 89 - 102 km/h 48 - 55 kt  | aanzienlijke schade aan gebouwen, volwassenen hebben veel moeite om te blijven staan, bomen raken ontworteld, vogels blijven aan de grond                         | zeer hoge golven, zee wordt wit van het schuim, overslaande rollers, verminderd zicht |                                 |
| 11     |         | zeer zware storm/ orkaanachtig |                      | 28,5 - 32,6 m/s 103 - 117 km/h 56 - 63 kt | flinke schade aan bossen | extreem hoge golven, zee geheel bedekt met schuim, sterk verminderd zicht             |                                 |
| 12     |         | orkaan                         |                      | >32,7 m/s >117 km/h >63 kt                | veel wordt vernield, schuttingen waaien om, veel dakpannen waaien van het dak, wegen liggen vol met bladeren, lantaarnpalen schudden                              | lucht is vol met verwaaid water en schuim, zee volkomen wit, vrijwel geen zicht meer  |                                 |

De schaal van Beaufort kent afrondingen in twee eenheden (knopen en km/h), waarbij op de grenswaarden van de schaal de beide bijbehorende eenheden niet exact met elkaar overeenkomen. Dit komt doordat de schaal van Beaufort oorspronkelijk niet gebaseerd was op een objectief meetbare grootheid, maar op de waarneming van het gedrag van een schip (zie de uitleg eerder in dit artikel). Pas later heeft men voor de schaal de wel objectief meetbare grootheid 'snelheid' ingevoerd, met twee gangbare eenheden: knopen en km/h. Doordat daarbij slechts gehele eenheden worden gebruikt, is het onmogelijk de schaal in beide eenheden exact gelijk te maken.

## Verband met snelheid

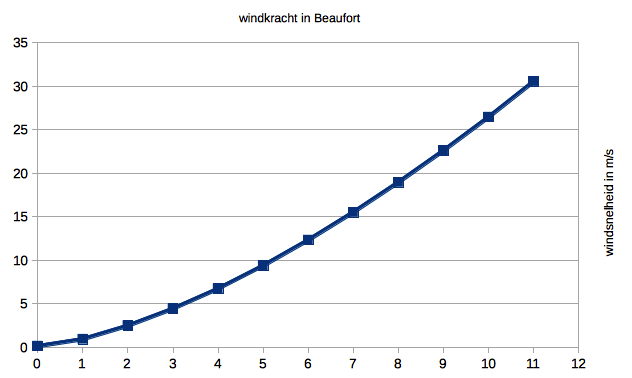
Verband tussen windsnelheid en beaufortschaal

Zet men de waarden van de beaufortschaal in een grafiek uit tegen het midden van de bijbehorende windsnelheden, dan kan een goed passende kromme geschat worden, met als resultaat de volgende betrekking tussen windsnelheid en windkracht:
{\displaystyle v=0{,}8360\cdot B^{\frac {3}{2}}{\text{ [m/s]}}}.
Daarin is
- {\displaystyle v} de gemiddelde windsnelheid in meter per seconde gedurende 10 minuten op 10 meter boven de grond
- {\displaystyle B} de windkracht volgens de schaal van Beaufort

Of omgekeerd:
{\displaystyle B=\left({\frac {v}{0{,}8360\mathrm {~m/s} }}\right)^{2/3}}
Met deze formule kan ook aan andere beaufortwaarden betekenis gegeven worden.
Een eenvoudige benaderingsformule om de windkracht {\displaystyle B} te berekenen uit de windsnelheid {\displaystyle v} in knopen, is:
{\displaystyle B\approx {\frac {v+10}{6}}}
Voorbeeld: bij 14 knopen wind is de windkracht: (14 + 10)/6 = 4 Beaufort.
De schaal van Beaufort is per definitie geen continue schaal, wat inhoudt dat er niet zoiets bestaat als windkracht 4½ of windkracht 4,9.